# Zeadmete barkeri
Zeadmete barkeri is een slakkensoort uit de familie van de Cancellariidae. De wetenschappelijke naam van de soort is voor het eerst geldig gepubliceerd in 1952 door Powell.